# Investigaciones filosóficas
Investigaciones filosóficas (Philosophische Untersuchungen) es, junto al Tractatus logico-philosophicus, una de las dos obras principales del filósofo Ludwig Wittgenstein. En ella Wittgenstein discute numerosos problemas y rompecabezas de la semántica, la lógica, la filosofía de las matemáticas y la filosofía de la mente. Enuncia el punto de vista de que las confusiones conceptuales que rodean al uso del lenguaje son la causa de la mayoría de los problemas filosóficos. El libro está reconocido como una de las obras filosóficas más importantes del siglo XX y continúa ejerciendo influencia en filósofos contemporáneos, especialmente en el estudio de la mente y el lenguaje.

## El texto

### Ediciones
El libro no estaba listo aún para la publicación cuando Wittgenstein falleció en 1951. G. E. M. Anscombe tradujo los manuscritos de Wittgenstein y se editó por primera vez en 1953. El libro está ahora en su tercera edición la cual incorpora las revisiones finales de Anscombe y ha sido repaginado.
Existen cuatro ediciones en inglés de la Investigaciones filosóficas. Las tres primeras traducidas por Anscombe y la cuarta revisada por P.M.S. Hacker:
- Prentice Hall, 1999 (ISBN 0-02-428810-1)
- Blackwell Publishers, 2001 (ISBN 0-631-23127-7). Esta edición incluye el texto original en alemán junto a la traducción en inglés.
- Wiley-Blackwell Publishers, 2009 (ISBN 978-1-4051-5929-6).

En español sólo existen dos traducciones de las Investigaciones filosóficas. La primera edición inglesa fue traducida al castellano por 
- Alfonso García Suárez y Ulises Moulines en 1988. Existen varias ediciones que ha mantenido inalterada la traducción primera. (ISBN 84-7423-343-7)

La cuarta traducción del texto alemán-inglés ha sido traducida y revisada en una edición crítica de las Investigaciones filosóficas por:
- Jesús Padilla Gálvez en 2017 (ISBN 978-84-9879-674-2); 2ª edición, Madrid, Trotta, 2021, 332 páginas (ISBN 978-84-1364-020-4).

El texto está dividido en dos partes, las cuales consisten de lo que Wittgenstein llama en el prefacio Bemerkungen, traducido por Anscombe como "observaciones". En la primera parte estas observaciones rara vez ocupan más de un párrafo y están numeradas secuencialmente. En la segunda parte, las observaciones son más largas están numeradas con numerales romanos. En el índice, las observaciones de la primera parte están referidas por su número en lugar de la página; sin embargo, las referencias a la segunda parte están citadas por el número de página. La naturaleza comparativamente inusual de la segunda parte se debe al hecho de que está compuesta de notas que Wittgenstein pretendía reincorporar a la primera parte. Debido a su muerte fueron publicadas como una segunda parte.
Se han realizado dos traducciones de la obra al castellano. La primera traducción en base al texto publicado por Anscombe contenía muchos errores que fueron subsanados por la segunda edición. En esta última se supervisaron las fuentes y se mejoraron los errores que contenía la primera traducción, si bien tampoco estuvo exenta de crítica. Hay una respuesta crítica al comentario.

### Método y presentación
Investigaciones filosóficas es una obra única en su enfoque de la filosofía. Un texto filosófico típico presenta un problema filosófico, resume y critica varios enfoques alternativos para resolverlo, presenta su propio enfoque, y después argumenta en favor de dicho enfoque. El libro de Wittgenstein trata a la filosofía como una actividad, más en la línea de la mayéutica respecto al lector, el célebre método de Sócrates; lleva al lector a trabajar en varios problemas participando activamente en la investigación. En lugar de presentar un problema filosófico y su solución, Wittgenstein inicia un diálogo en el que propone un experimento mental, describe cómo uno podría estar inclinado a pensarlo, y luego muestra por qué esa inclinación sufre de una confusión conceptual. El siguiente es un extracto de la primera entrada del libro que ejemplifica este método:
Piensa pues en este uso del lenguaje: Mando a alguien a comprar. Le doy una lista de la compra en la que se encuentran los signos: «cinco manzanas rojas». Lleva la lista de la compra al tendero, este abre el cajón que tiene el signo «manzanas»; luego busca en una tabla la palabra «rojo» y frente a ella encuentra una muestra de color; después dice la serie de los números cardinales —asumo que la sabe de memoria— hasta la palabra «cinco» y por cada numeral toma del cajón una manzana que tiene el color de la muestra. — Así, y análogamente, se opera con las palabras. —«¿Pero, cómo sabe dónde y cómo debe consultar la palabra ‘rojo’ y qué tiene que hacer con la palabra ‘cinco’?» — Bueno, presumo que actúa como lo he descrito. Las explicaciones tienen un fin en algún lugar. –¿Pero cuál es el significado de la palabra «cinco»? – Aquí no nos hemos referido en absoluto a tal asunto; solo a cómo se usa la palabra «cinco».
Este ejemplo es típico del estilo del libro. Podemos ver cada uno de los pasos en el método de Wittgenstein:
- Al lector se le presenta un experimento mental: se envía a alguien de compras con la orden en una nota.
- Wittgenstein articula lo que podría ser la reacción del lector o de su interlocutor. Usualmente pone estas afirmaciones entre comillas para distinguirlas de las suyas: "Pero ¿cómo sabe dónde y cómo debe buscar la palabra rojo? y ¿qué es lo que debe de hacer con la palabra cinco?" A menudo Wittgenstein también transmite la respuesta de un interlocutor comenzando con una barra larga, tal como lo hace con la última observación del interlocutor: —Pero ¿cuál es el significado de la palabra cinco?
- Wittgenstein muestra por qué la reacción del lector está mal orientada: tal cosa no estaba en juego aquí, solamente cómo se emplea la palabra cinco.

Wittgenstein también utiliza el recurso retórico de enmarcar varias de las observaciones como un diálogo entre él y un interlocutor. Por ejemplo, en la Observación 258 propone un experimento mental en el cual se asocia cierta sensación con el signo S escrito en un calendario. Se inicia después un diálogo en el cual el interlocutor ofrece una serie de maneras de definir S, y le opone una objeción oportuna a cada una, sacando de esta manera la conclusión de que en tal caso no existe una definición correcta de S.
Por medio de tales experimentos mentales, Wittgenstein intenta hacer que el lector llegue a ciertas conclusiones filosóficas de forma independiente; no argumenta simplemente en favor de sus propias conclusiones. Este enfoque puede ser muy efectivo y satisfactorio, pero también hace a la filosofía de Wittgenstein difícil de aprender.

## Lenguaje, significado y uso

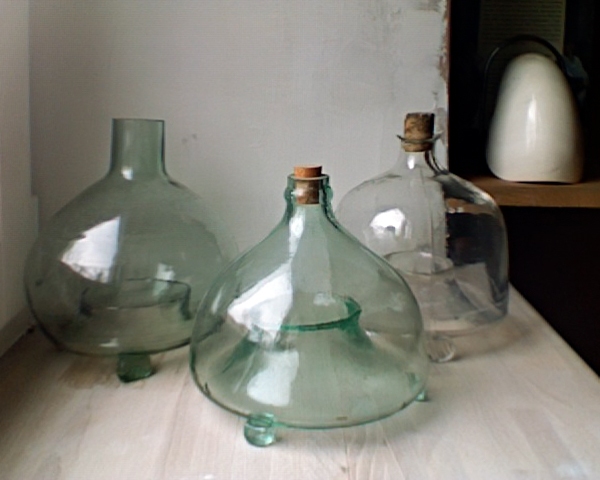
Tres "botellas cazamoscas", Europa central.

El método de Wittgenstein conduce al resumen usual de las Investigaciones: "El significado es solo el uso" — esto es, las palabras no están definidas por referencia hacia los objetos o las cosas que designan en el mundo exterior ni por los pensamientos, ideas o representaciones mentales que uno podría asociar con ellos, sino más bien por cómo se las usa en la comunicación real y ordinaria. Por ejemplo, esto significa que no es necesario postular que hay algo llamado bien que existe independientemente de cualquier "buena acción" en particular. Así pues, afirma:
Pregúntate siempre ante esta dificultad: ¿Cómo hemos aprendido pues el significado de esta palabra (por ejemplo, «bueno»)? ¿A partir de qué ejemplos; en qué juegos de lenguaje? Verás entonces fácilmente que la palabra ha de tener una familia de significados.
Esta es una línea de pensamiento en el libro, que contrasta por ejemplo con el realismo platónico y con las nociones de Gottlob Frege de significado y referencia.
Las Investigaciones tratan en gran parte con las dificultades del lenguaje y el significado. Wittgenstein concebía las herramientas del lenguaje como fundamentalmente simples, y creía que los filósofos habían oscurecido esta simplicidad al mal utilizar el lenguaje y al plantear preguntas sin significado. En las Investigaciones Wittgenstein intentó aclarar estos asuntos y usó una expresión sumamente interesante, a saber:
¿Cuál es tu objetivo en la filosofía? – Mostrarle a la mosca la salida de la botella cazamoscas.

### Significado y definición
En el curso de la discusión Wittgenstein rechaza una variedad de formas de pensamiento acerca de lo que es el significado de una palabra, o sobre cómo se puede identificar los significados. Muestra cómo, para cada caso, el significado de la palabra presupone nuestra habilidad de emplearla.
Primero Wittgenstein le pide al lector realizar un experimento mental: Proveer una definición de la palabra "juego". Mientras esto puede parecer inicialmente una tarea simple, procede después a guiarnos a través de los problemas con cada una de las posibles definiciones de la palabra "juego". Toda definición que se enfoque en la diversión nos deja insatisfechos ya que los sentimientos experimentados por un jugador de clase mundial de ajedrez son muy diferentes de los de un círculo de niños jugando Duck Duck Goose. Toda definición que se enfoque en la competencia fracasará en explicar el juego de atrapar, o el juego de solitario. Y una definición de la palabra "juego" que se enfoque en las reglas caerá en dificultades semejantes.
El punto esencial de este ejercicio se suele pasar por alto. El punto de Wittgenstein no es la imposibilidad de definir "juego", sino que no tenemos una definición y no la necesitamos, ya que incluso sin la definición, utilizamos la palabra exitosamente. Todos entienden lo que queremos decir cuando hablamos sobre jugar un juego, e incluso podemos identificar claramente y corregir usos inexactos de la palabra, todo sin referencia a ninguna definición que consista de condiciones necesarias y suficientes para la aplicación del concepto de un juego.
Wittgenstein argumenta que las definiciones emergen de lo que llamó "formas de vida", aproximadamente la cultura y la sociedad en la cual son empleadas. Wittgenstein enfatiza los aspectos sociales de la cognición; para ver cómo funciona el lenguaje, debemos observar cómo funciona en una situación social específica. Es este énfasis en prestar atención al fondo social contra el cual se vuelve inteligible el lenguaje lo que explica el comentario elíptico de Wittgenstein de que 
"Si un león pudiera hablar, no lo podríamos comprender."
Wittgenstein rechaza la idea de que las definiciones ostensivas puedan proveernos el significado de una palabra. Para Wittgenstein, el objeto representado por la palabra no provee el significado de la palabra. Wittgenstein argumenta sobre este punto realizando una serie de movimientos para mostrar que comprender una definición ostensible presupone una comprensión de la manera en que la palabra definida es utilizada. De modo que, por ejemplo, no existe diferencia entre señalar una pieza de papel, su color o su forma; pero comprender la diferencia es crucial para emplear el papel en una definición ostensible de una forma o de un color.

### Parecido de familia
¿Por qué es que podemos estar seguros que una actividad en particular — e.g. el Tiro al blanco olímpico — es un juego mientras que una actividad similar — e.g. el tiro de precisión militar — no lo es? La explicación de Wittgenstein está vinculada a una analogía importante. ¿Cómo reconocemos que dos personas que conocemos están relacionadas de familia? Podemos observar similitudes en la altura, peso, color de ojos, cabello, nariz, boca, patrones del habla, opiniones sociales o políticas, manierismos, estructura corporal, apellidos, etc. Si constatamos coincidencias suficientes decimos que hemos notado un parecido de familia. Es quizás importante señalar que este no es siempre un proceso consciente — por lo general no catalogamos diversas similitudes sino hasta que cruzamos un cierto umbral, simplemente vemos intuitivamente los parecidos. Wittgenstein sugiere que lo mismo es cierto del lenguaje. Todos estamos familiarizados (i.e., socialmente) con suficientes cosas que son juegos y suficientes cosas que no son juegos de modo que podemos clasificar en categorías nuevas actividades ya sea como juegos o no.
Esto nos lleva de regreso a la confianza de Wittgenstein en la comunicación indirecta, y a su confianza en los experimentos mentales. Algunas confusiones filosóficas ocurren porque no somos capaces de ver los parecidos de familia. Hemos incurrido en un error en nuestra comprensión de las reglas vagas e intuitivas que emplea el lenguaje, y de esta manera nos hemos atado a nosotros mismos en nudos filosóficos. Sugiere que un intento por desenredar estos nudos requiere algo más que simples argumentos deductivos que señalen los problemas de una posición particular. Por el contrario, el objetivo más amplio de Wittgenstein es intentar alejarnos de nuestros problemas filosóficos el tiempo suficiente para que nos demos cuenta de nuestra capacidad intuitiva de ver los parecidos de familia.

### Juegos de lenguaje
Wittgenstein desarrolla esta discusión de los juegos hacia la noción clave de juegos de lenguaje. Introduce el término empleando ejemplos sencillos, pero su intención es que sean empleados en las muchas maneras en que usamos el lenguaje. En un juego del lenguaje una palabra puede representar cosas que son manipuladas, pero en otro la misma palabra puede emplearse para hacer preguntas o dar órdenes. "¡Agua!", por ejemplo, puede ser una exclamación, una orden, una petición, o la respuesta a una pregunta; el significado que tiene depende del juego del lenguaje en el que está siendo empleado. Así, la palabra "agua" no posee un significado independiente de su uso en un juego del lenguaje.

### Seguimiento de Reglas
Una característica general de los juegos que Wittgenstein considera en detalle es la forma en la que consisten en el uso de reglas. Las reglas constituyen una familia y no una clase que pueda definirse explícitamente. Como consecuencia de esto no es posible proveer una explicación definitiva de lo que es usar una regla. De hecho argumenta que cualquier curso de acción puede hacerse concordar con una regla en particular, y que por lo tanto una regla no puede emplearse para explicar una acción. Más bien, el que uno esté usando una regla o no se decidirá al ver si las acciones corresponden con las expectativas de la forma de vida particular en la que uno esté involucrado. El uso de una regla es una actividad social.

## Relación con elTractatus
De acuerdo con la lectura estándar, en las Investigaciones filosóficas Wittgenstein repudia muchas de sus opiniones previas expresadas en el Tractatus Logico-Philosophicus. El Tractatus, tal como lo entendió Bertrand Russell (aunque debe señalarse que Wittgenstein expresó fuertemente su desacuerdo con la lectura de Russell), había sido un intento de desarrollar un lenguaje lógicamente perfecto, construyendo sobre el propio trabajo de Russell. En los años que separan a las dos obras Wittgenstein llegó a rechazar la noción que sustentaba el atomismo lógico, es decir el que hubiera "simples" fundamentales a partir de los cuales un lenguaje pudiera, o incluso debería, ser construido.
En la observación #23 de las Investigaciones filosóficas señala que la práctica del lenguaje humano es más compleja que las concepciones simplificadas del lenguaje que han sido sostenidas por quienes buscan explicarlo o replicar el lenguaje humano por medio de un sistema formal. De acuerdo con Wittgenstein sería un error desastroso el concebir el lenguaje como siendo de cualquier forma análogo a la lógica formal.
Por el contrario, el lenguaje posee muchas expresiones sensibles al contexto. Con el fin de mostrar esto Wittgenstein ofrece ejemplos de frases o expresiones que pueden ser interpretadas en más de una manera. Uno de los más célebres es "La filosofía es una batalla contra el embrujo de nuestra inteligencia por medio del lenguaje", el cual puede significar una u otra de las siguientes opciones:
- Los filósofos usan el lenguaje para combatir embrujos, o
- Los filósofos combaten los embrujos causados por el lenguaje mismo.

Esta ambigüedad solo puede resolverse en el contexto, mostrando que el lenguaje no puede dividirse en unidades de significado auto-contenidas.
Aparte de enfatizar la oposición de la Investigaciones con el Tractatus, existen enfoques críticos que han argumentado que existe mucha más continuidad y similitudes entre las dos obras de la que se ha supuesto. Uno de estos es el enfoque del Nuevo Wittgenstein.
Norman Malcolm afirma que corresponde a Piero Sraffa el mérito de proveer a Wittgenstein del rompimiento conceptual sobre el que se fundaron las Investigaciones filosóficas por medio de un gesto de Sraffa:[actualizar enlace]
"Wittgenstein insistía en que una proposición y aquello que describe deben tener la misma 'forma lógica', la misma 'multiplicidad lógica', Sraffa hizo un gesto, familiar en los napolitanos para significar algo como el asco o el desprecio, que consiste en pasar la punta del dedo debajo de la barbilla con un movimiento de la mano hacia afuera. Y preguntó: '¿Cuál es la forma lógica de eso?"

### Formas de vida y juegos de lenguaje
- Jesús Padilla Gálvez, Margit Gaffal (eds.) (2013). Formas de vida y juegos de lenguaje. Plaza y Valdés, Madrid - México, 266 pp. ISBN 978-84-15271-75-8.
- Jesús Padilla Gálvez, (2014). Hacia la representación perspicua. Wittgenstein 2.. Tirant Humanidades, Valencia. ISBN 978-84-16062-28-7.